# Kaonguin-Sanrgo
Pour les articles homonymes, voir Kaonguin et Sanrgo (homonymie).
Kaonguin-Sanrgo est une localité située dans le département de Pibaoré de la province du Sanmatenga dans la région Centre-Nord au Burkina Faso.

## Géographie
Kaonguin-Sanrgo se situe à environ 9 km au nord de Niangré-Tansoba et de Pibaoré, le chef-lieu du département, et de la route nationale 15 reliant Boulsa à Kaya.
Le village regroupe administrativement celui de Kaonguin.

## Économie
L'économie du village repose principalement sur les activités agro-pastorales.

## Éducation et santé
Kaonguin-Sanrgo accueille un centre de santé et de promotion sociale (CSPS) tandis que le centre hospitalier régional (CHR) se trouve à Kaya.
Le village possède une école primaire publique.